# Wiktor Pawlowitsch Maslow
Wiktor Pawlowitsch Maslow (russisch Виктор Павлович Маслов, englisch Victor Maslov; * 15. Juni 1930 in Moskau; † 3. August 2023) war ein russischer Mathematiker und mathematischer Physiker.

## Wirken
Maslows Vater Pawel Petrowitsch Maslow war Statistiker, Maslows Großvater war der Wirtschaftswissenschaftler Pjotr Pawlowitsch Maslow.
Maslow wurde für die Entwicklung der Theorie des Maslov-Index in den 1970er Jahren bekannt, einer adiabatischen Invariante klassischer dynamischer Systeme, ursprünglich im Rahmen der WKB-Approximation entwickelt.
Er beschäftigte sich mit verschiedensten Fragen der theoretischen und mathematischen Physik, insbesondere der Quantisierung klassischer Systeme, mit Quantenstatistik und Quantenfeldtheorie sowie mit Solitonen. Er war Professor an der Lomonossow-Universität in Moskau und dort Leiter der Abteilung Quantenstatistik und Quantenfeldtheorie.
Maslow war ab 1984 Mitglied der Sowjetischen Akademie der Wissenschaften und erhielt den sowjetischen Staatspreis. 1982 erhielt er die Ljapunow-Goldmedaille und 1985 den Leninpreis für seine Arbeit über globale asymptotische Methoden in der Theorie linearer partieller Differentialgleichungen. 1983 hielt er einen Plenarvortrag auf dem ICM in Warschau (Non-Standard-Characteristics in Asymptotical Problems) und 1970 war er Invited Speaker auf dem ICM in Nizza (The characteristics of pseudo-differential operators and difference schemes). Im Jahr 2000 erhielt er den Demidow-Preis.

## Schriften
- Théorie des perturbations et méthodes asymptotiques, 1972.
- mit Omeljanow: Geometric Asymptotics for nonlinear partial differential equations, AMS 2002.
- Mathematics and the trajectory of typhoons, in Bolibruch, Osipov, Sinai (Hrsg.): Mathematical Events of the Twentieth Century, Springer 2006, S. 163.